# Иаруш, Роберт
Роберт «Боб» Иаруш (род. 8 ноября 1954, Торонто) — игрок NASL и член канадской национальной сборной. В 2012 году в рамках празднования столетия Канадской футбольной ассоциации он был включён в сборную Канады всех времён.

## Биография
Иаруш начал свою карьеру в NASL в родном городе с «Торонто Близзард», где играл на позиции правого защитника весь 1976 и часть 1977 года. Он играл в каждом матче, когда «Близзард» выиграл чемпионат в 1976 году. Иаруш играл почти весь 1977 сезон в Торонто, но был продан в конце сезона в «Нью-Йорк Космос», где сыграл один матч в 1977 году. Он также провёл в клубе сезон 1978 года, когда «Космос» выиграл Соккер Боул. Он был продан весной 1979 года в «Вашингтон Дипломатс» и играл там два сезона. Затем Иаруш вернулся в «Космос», где играл в 1981—1983 годах, а закончил карьеру с «Сан-Диего Сокерз», когда лига была расформирована после сезона 1984 года. Итого Иаруш выиграл четыре Соккер Боула, три из них подряд.
Иаруш сыграл 26 матчей за сборную Канады с 1976 по 1983 год и в ряде игр был капитаном команды. Он забил два гола в квалификации к чемпионату мира 1982, играя на позиции либеро. Первый гол он забил 1 ноября 1980 года в матче против США в Ванкувере, Канада выиграла со счётом 2:1. Второй гол он провёл в последнем матче Канады на Золотом кубке КОНКАКАФ против Кубы. Счёт игры был ничейным 2:2, и Канада, наряду с Мексикой, не прошла квалификацию, уступив одно очко Сальвадору.
Иаруш стал одним из первых членов канадского футбольного Зала славы, куда был включён в 2000 году. В настоящее время он — председатель футбольного клуба «Торонто Адзурри» и вице-президент «Норт-Йорк Хартс». Он является соведущим программы «Футбольное шоу» на «Sportsnet 590», а также комментатором домашних игр «Торонто» на теле- и веб-трансляциях.